# Tlaxcala (État)
Tlaxcala (prononcé en espagnol : /tla(ɣ)sˈkala/), officiellement État libre et souverain de Tlaxcala (Estado Libre y Soberano de Tlaxcala /esˈtado ˈliβɾe i soβeˈɾano de tla(ɣ)sˈkala/), est un État situé dans le centre du Mexique, Il est bordé par les États de Hidalgo, État de Puebla et Mexico. Son exiguïté contraste avec l'ampleur de sa culture, la conservation de ses traditions, de son passé colonial et de son héritage préhispanique. Il fut fondé par les olmèques-xicalanques, comme en témoignent le centre religieux et les peintures murales de Cacaxtla, à 19 km à l'ouest de la capitale de l'État, ainsi que le centre de cérémonies civiques de Xochitecatl. De même le site archéologique de Ocotelulco, à 2 km au nord de la ville de Tlaxcala, dans lequel est érigé l'autel que l'on être dédié au dieu Tezcatlipoca.

## Économie
Tlaxcala est un État qui a une économie stable, les activités économiques les plus importantes à Tlaxcala sont les suivantes : commerce, tourisme, industrie, secteur agricole, entre autres.

## Géographie
L'État est principalement bordé par Puebla au nord, à l'est et au sud, à l'ouest par l'État de Mexico et au nord-ouest par Hidalgo. L'entité est située dans la région de l'axe néovolcanique, qui traverse comme une ceinture le centre du Mexique, d'est en ouest, jusqu'à atteindre la mer des deux côtés. Dans le paysage, volcans, chaînes de montagnes volcaniques et vastes plaines qui étaient autrefois des lacs cernés entre montagnes et forêts, prairies et bosquets à climat tempéré

### Flore et faune

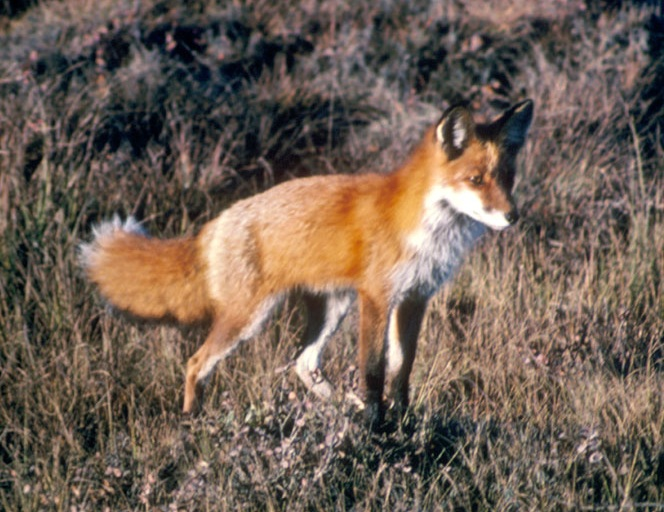
Vulpes
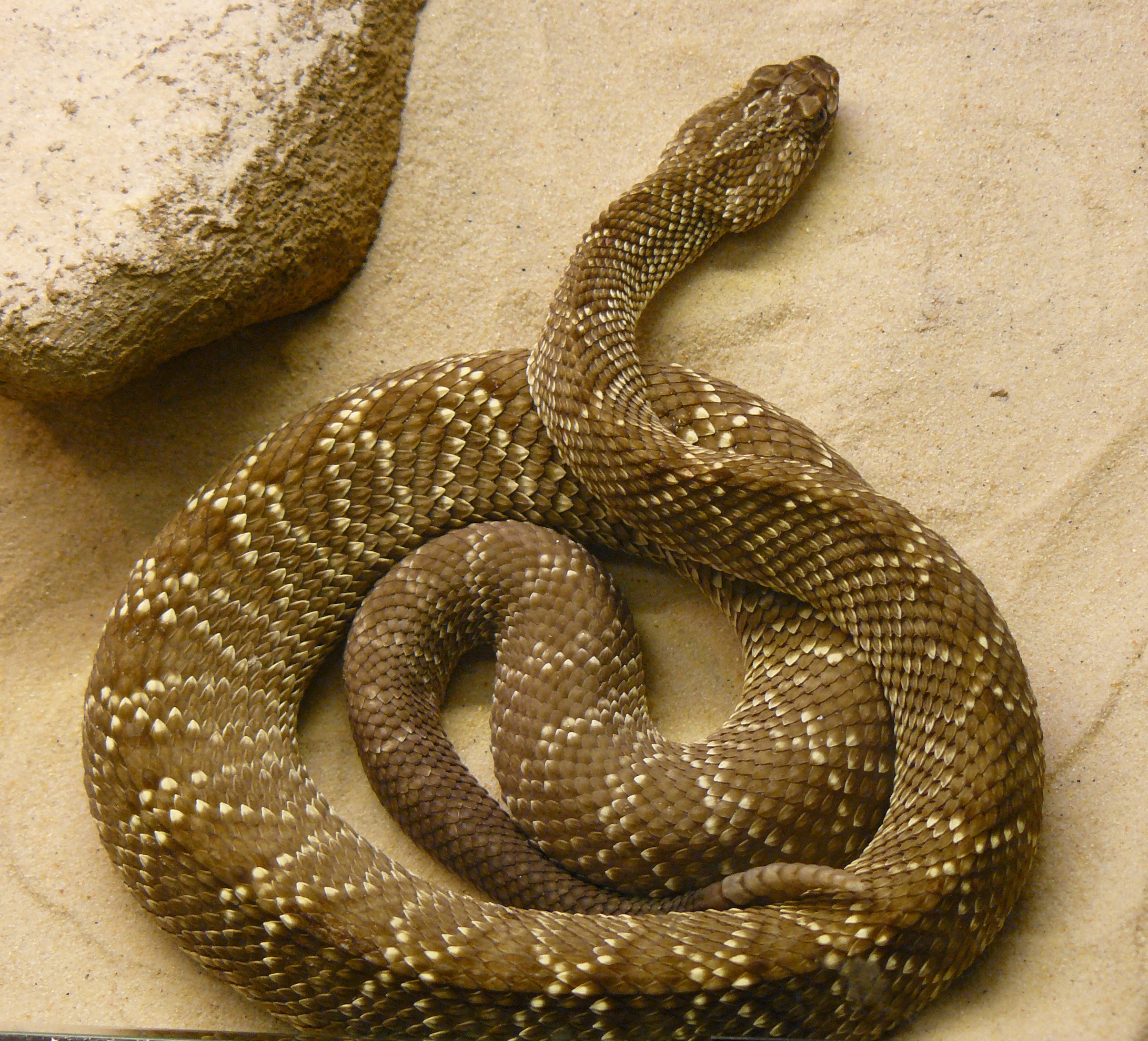
Crotalus
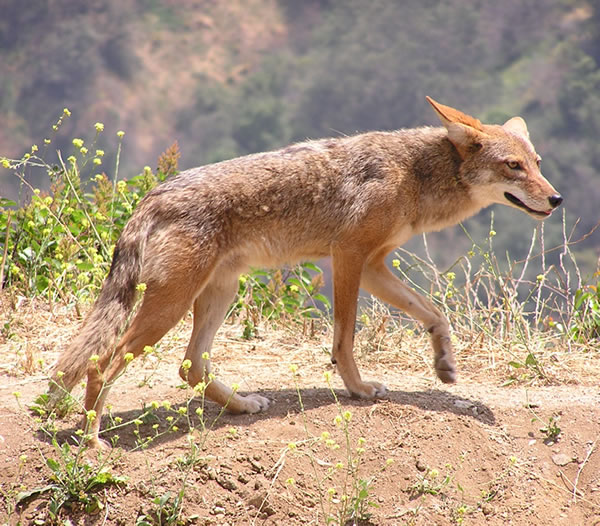
Canis latrans
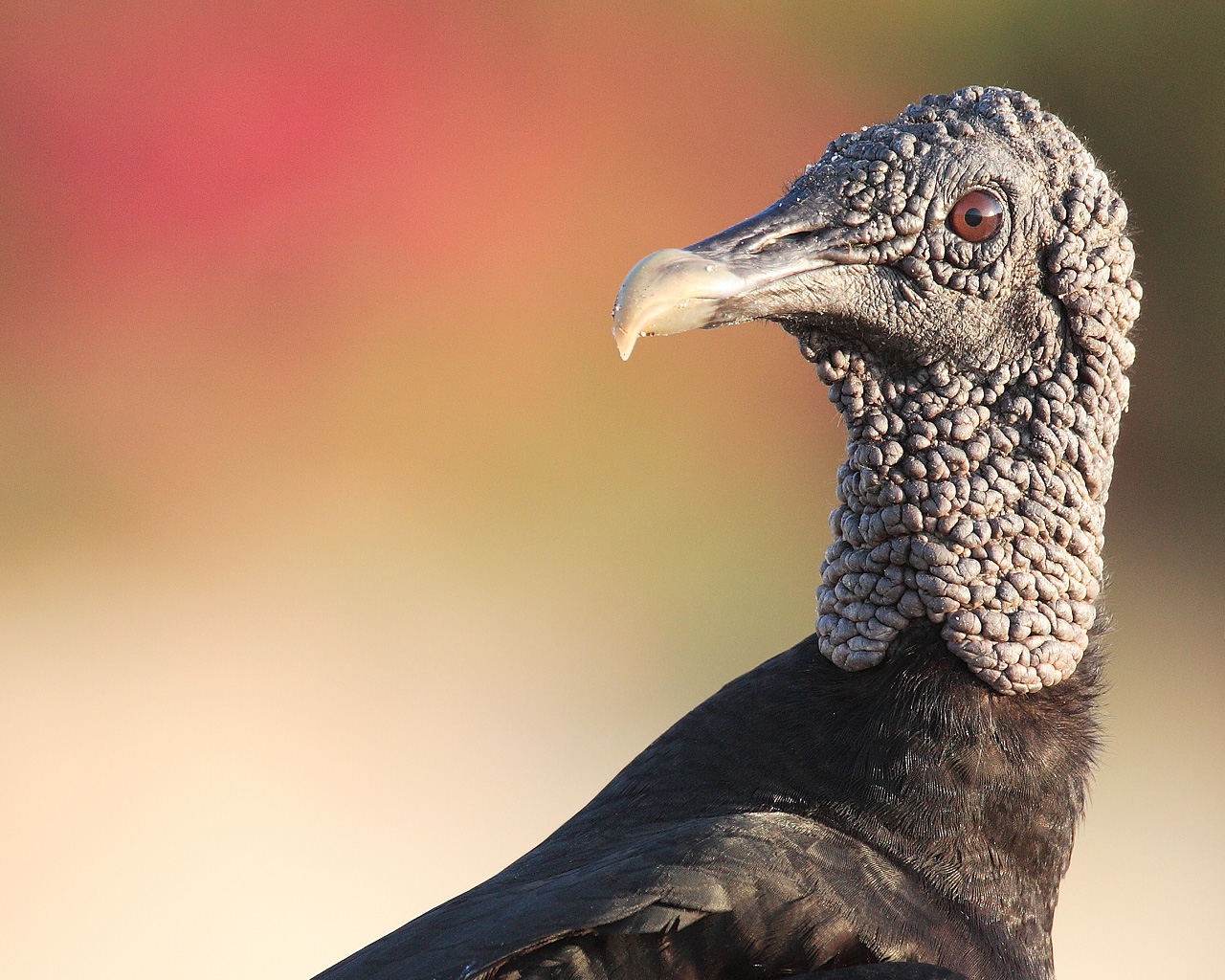
Coragyps atratus
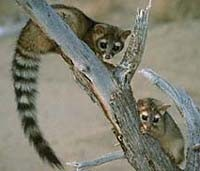
Bassariscus astutus
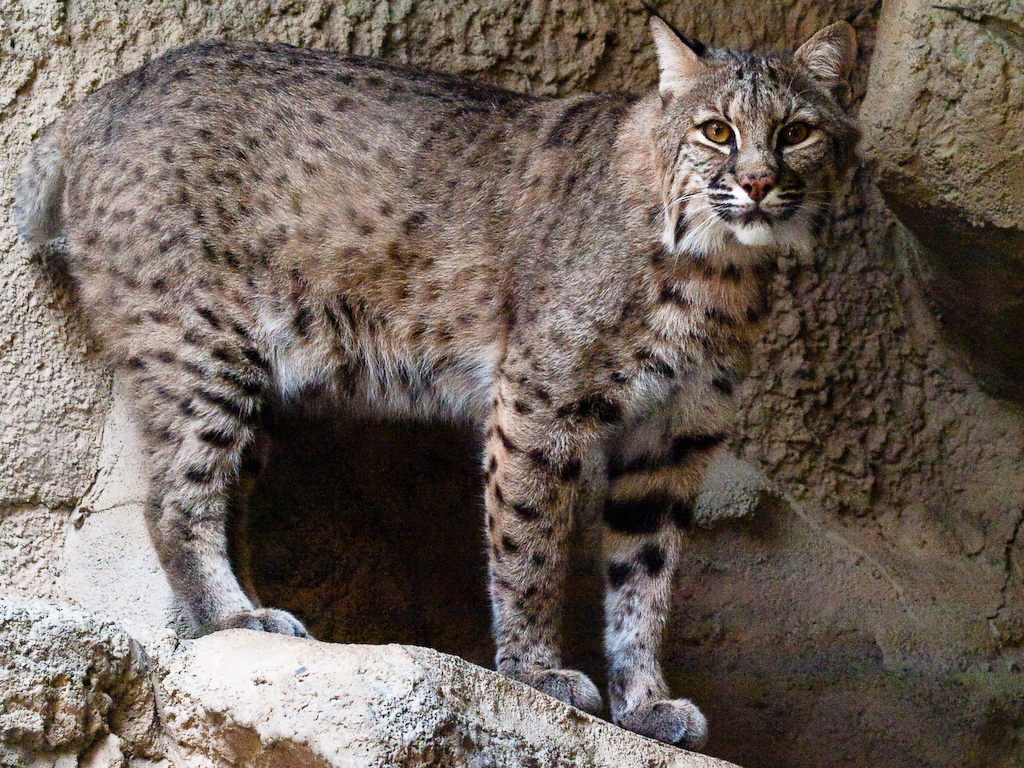
Lynx rufus
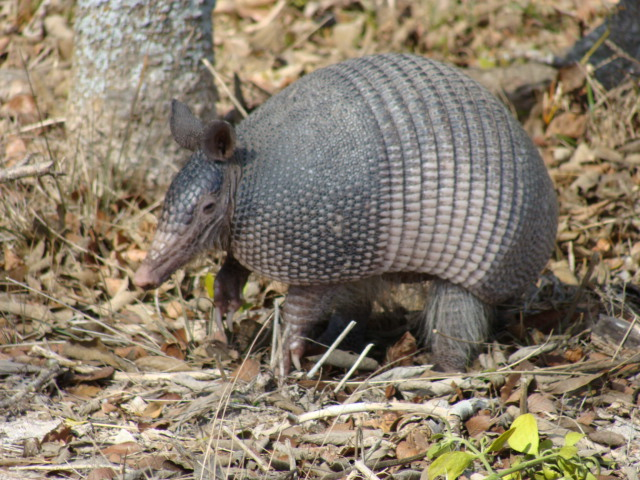
Dasypodidae
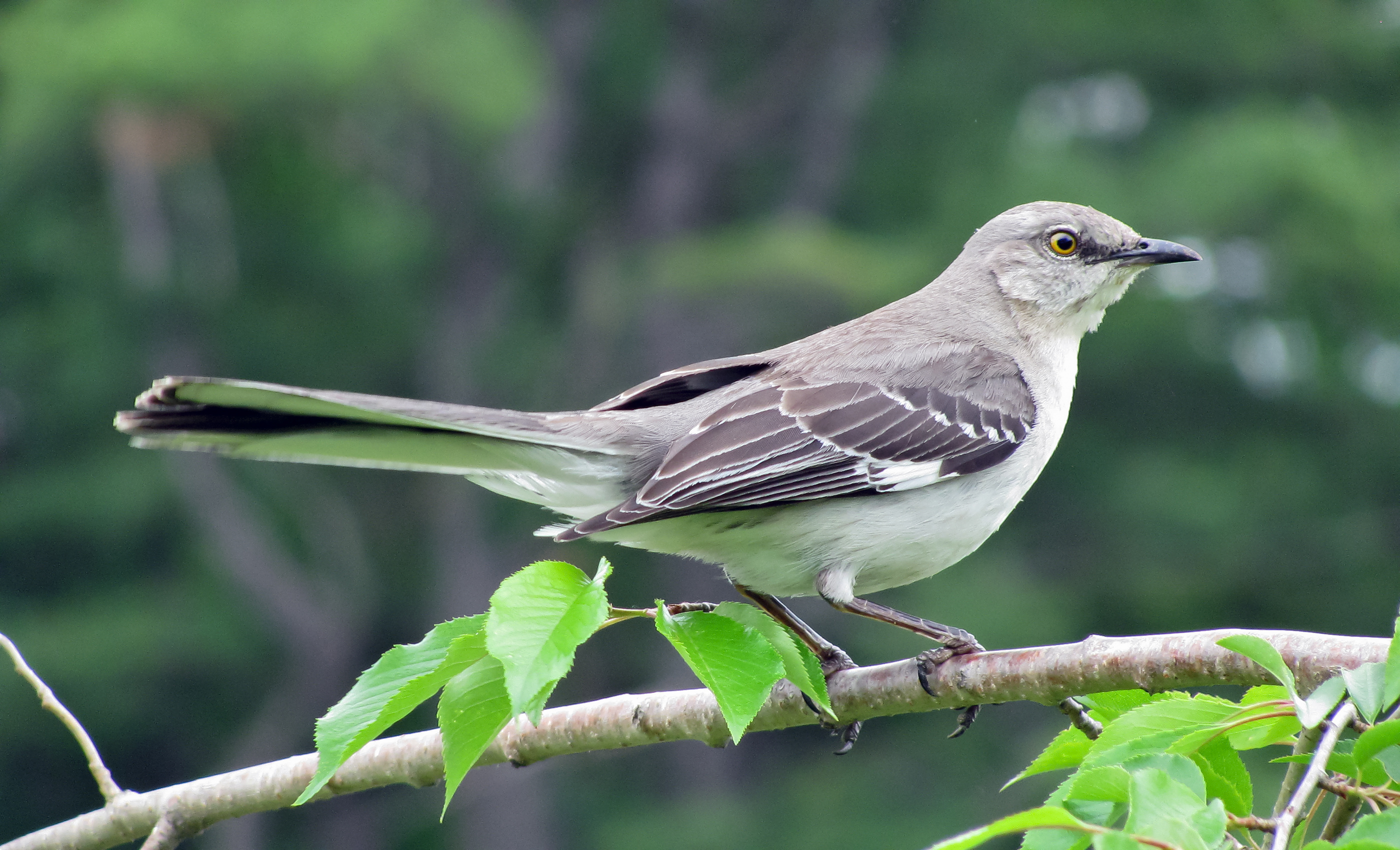
Mimus polyglottos
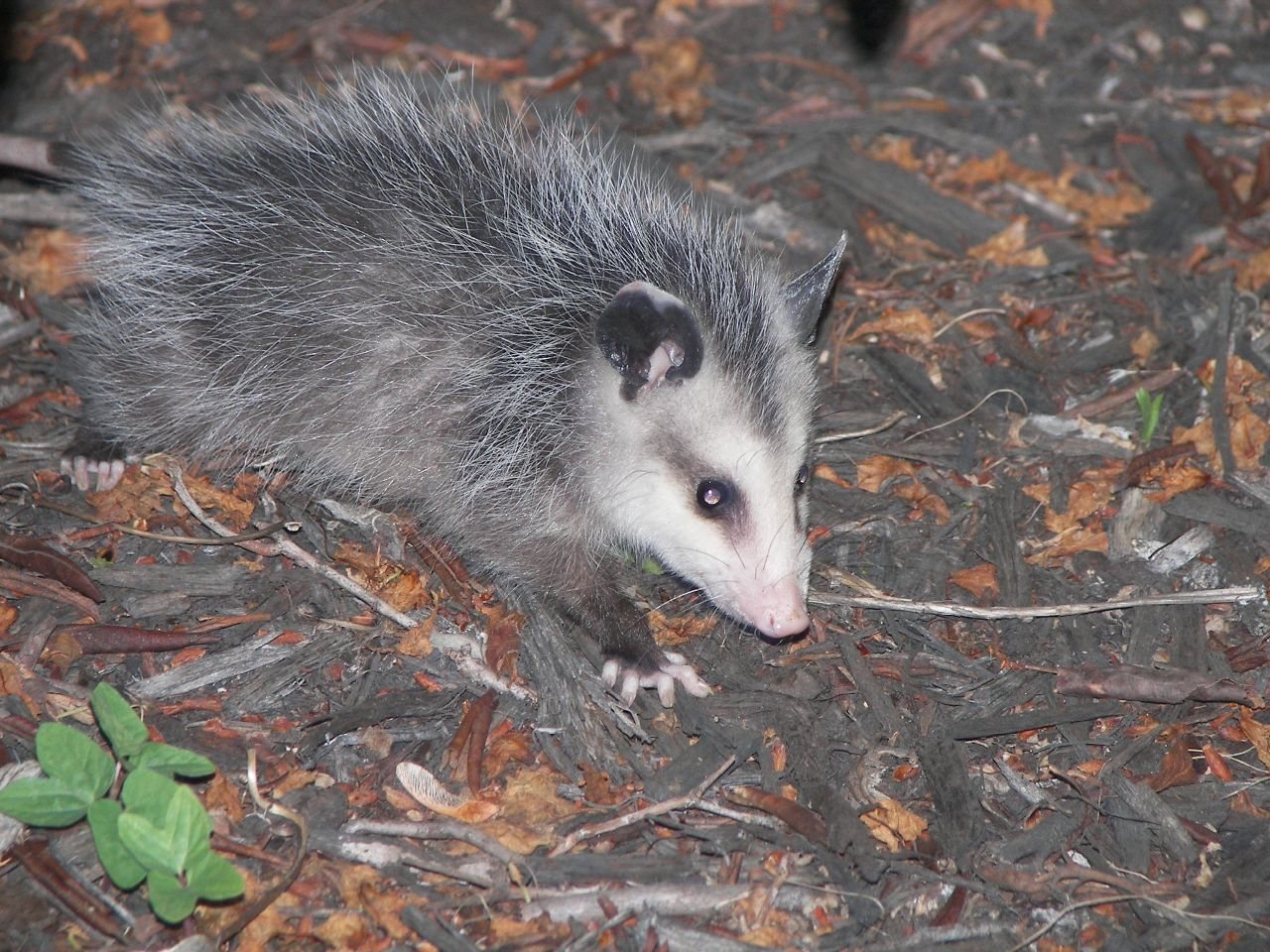
Didelphis marsupialis
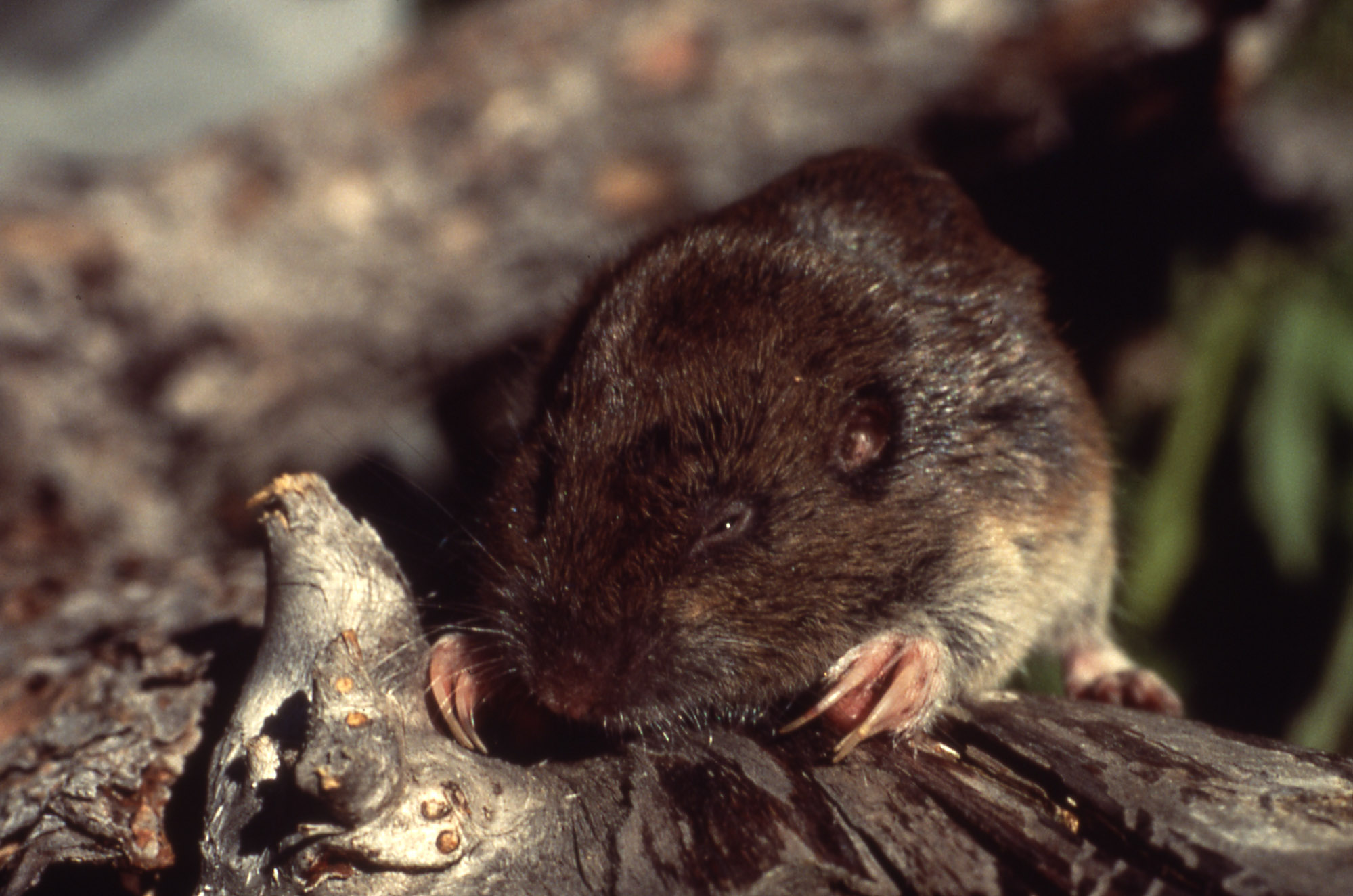
Geomyidae
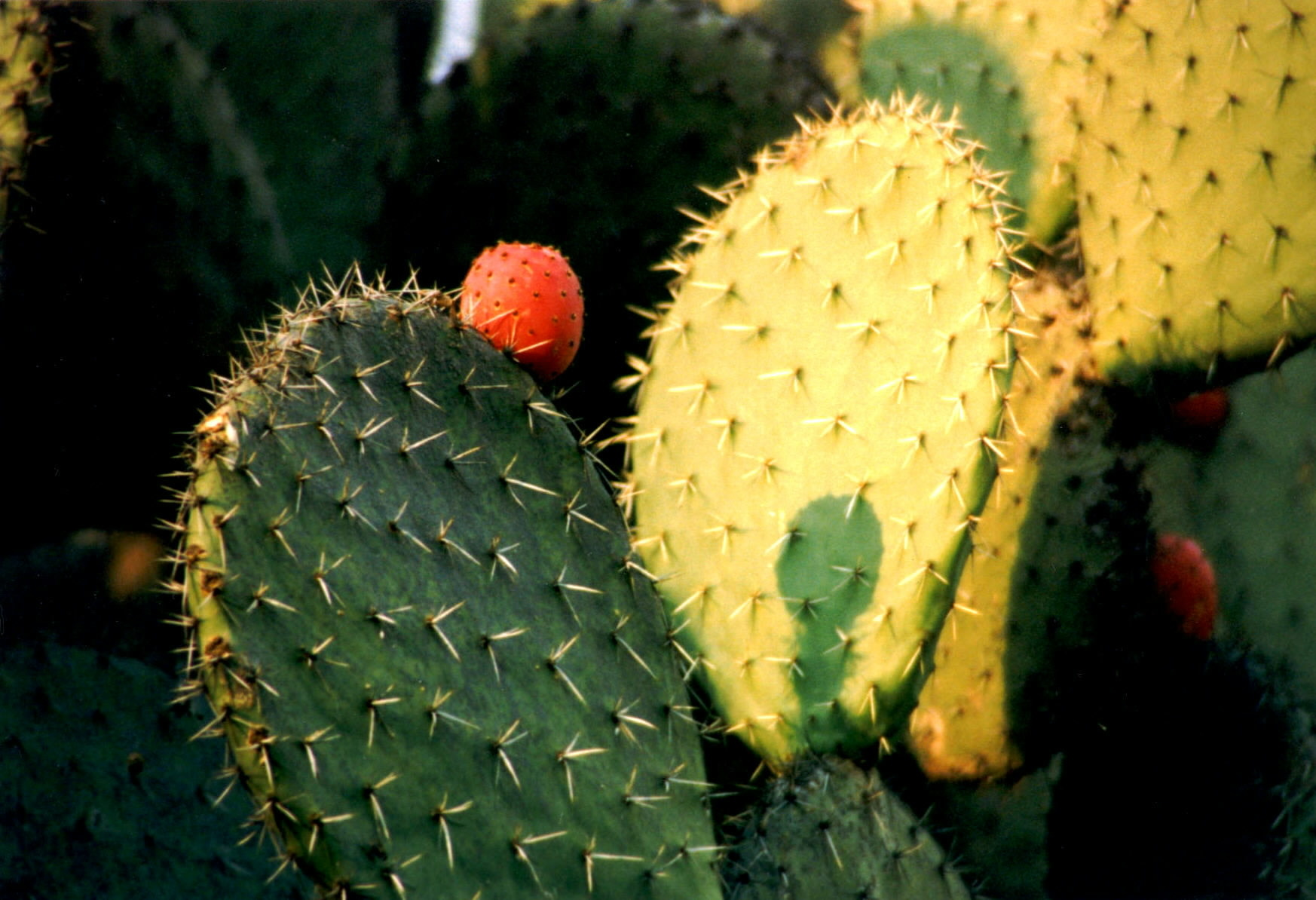
Opuntia ficus indica
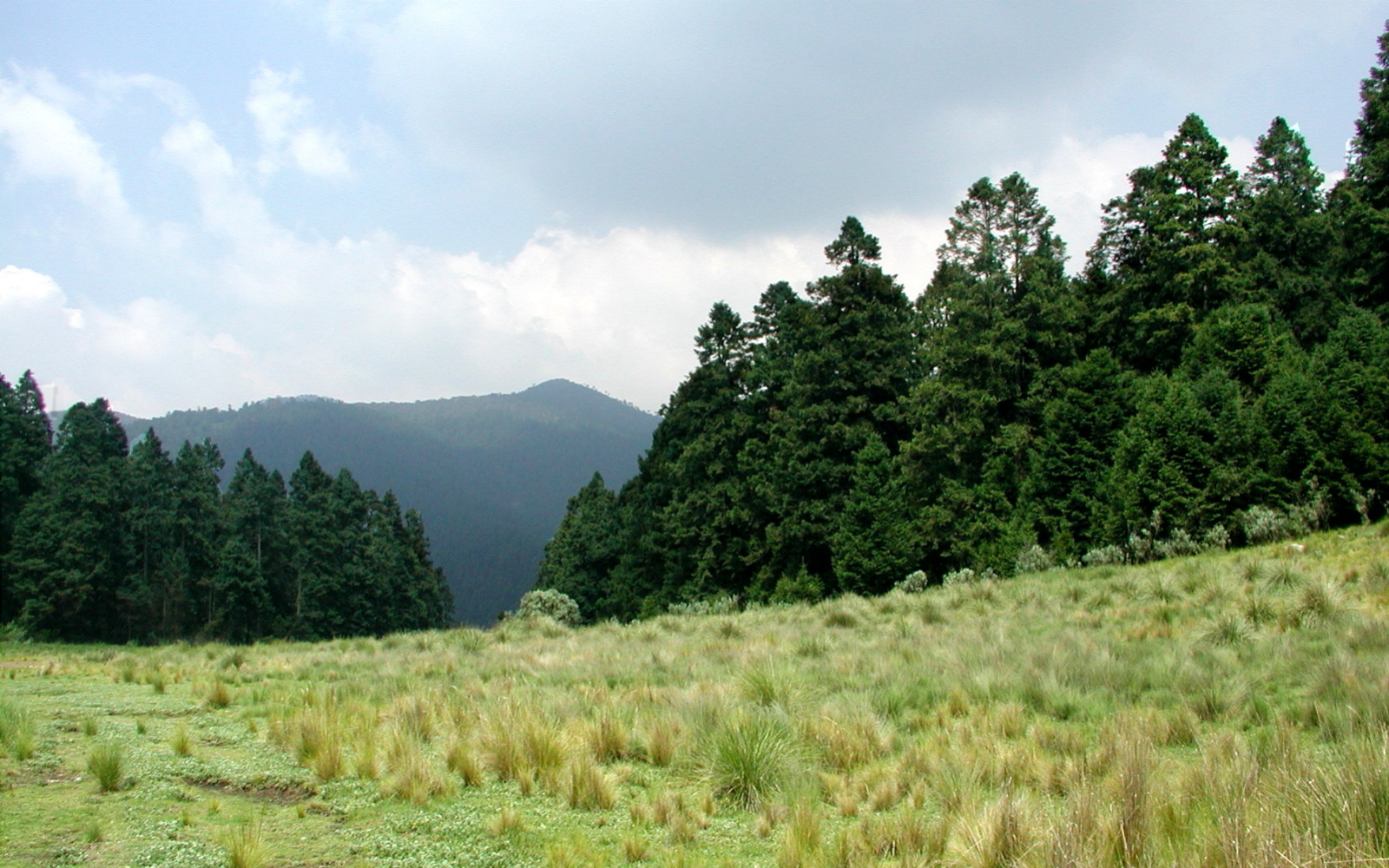
Abies religiosa
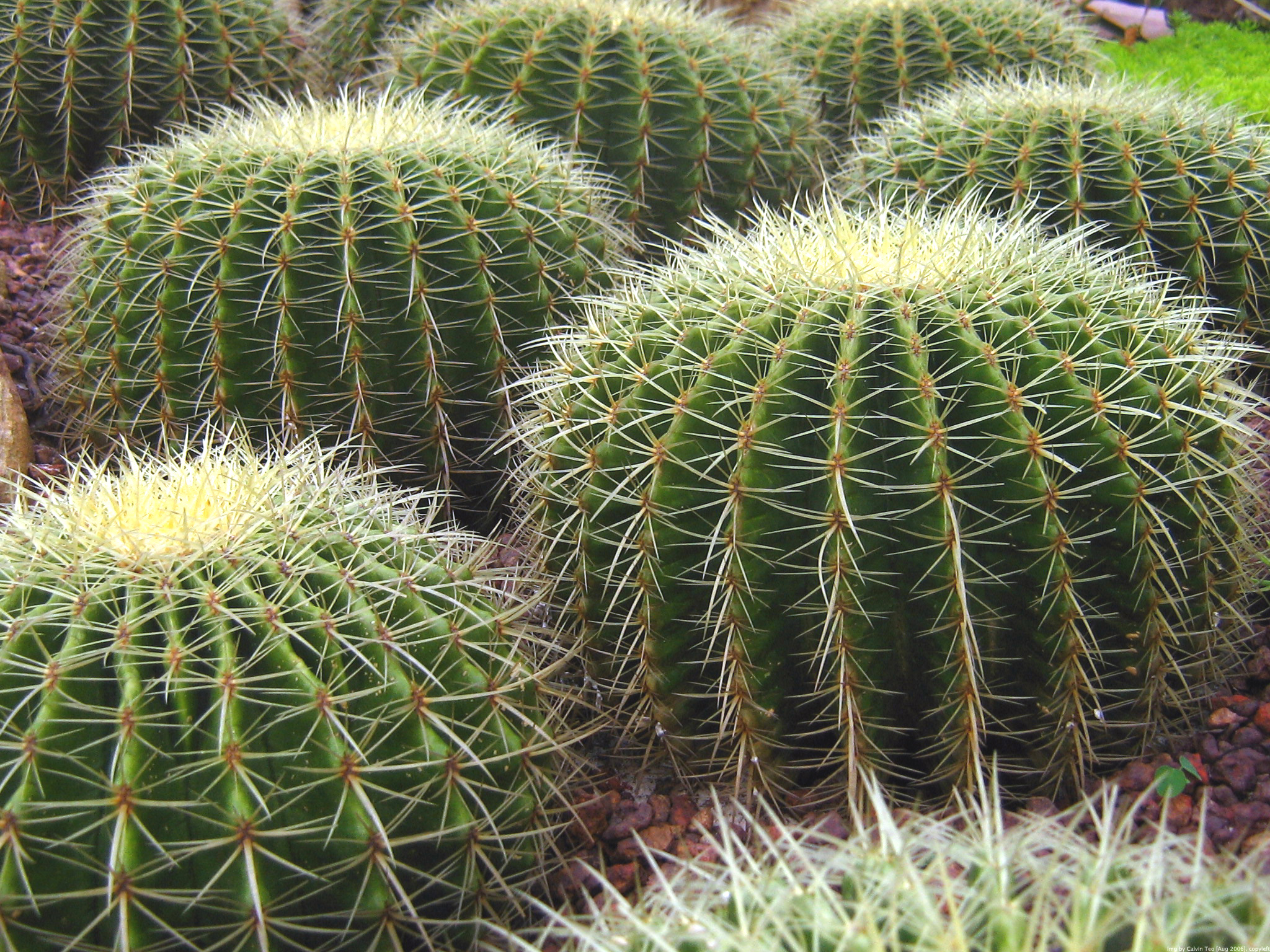
Echinocactus grusonii
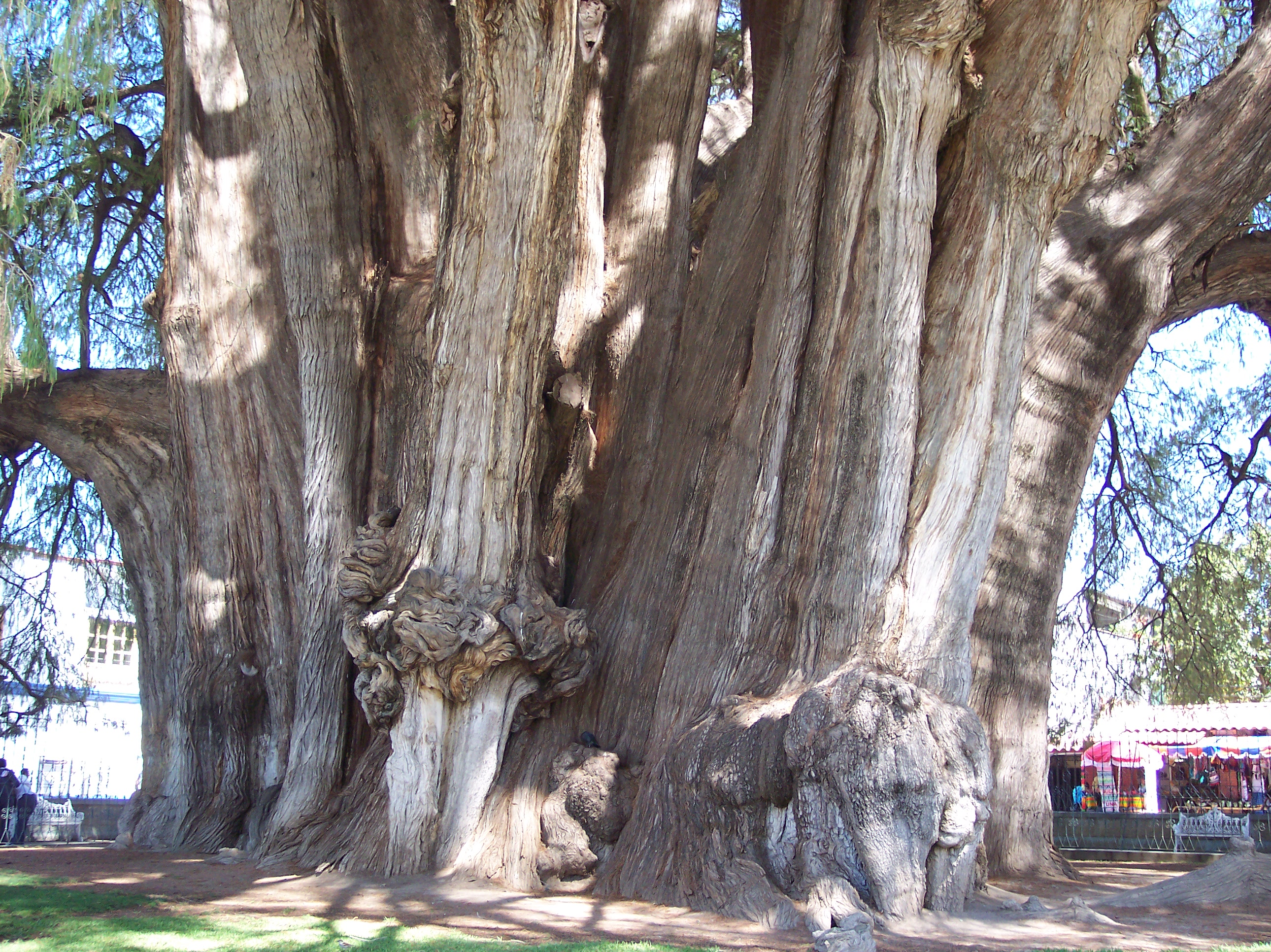
Taxodium mucronatum
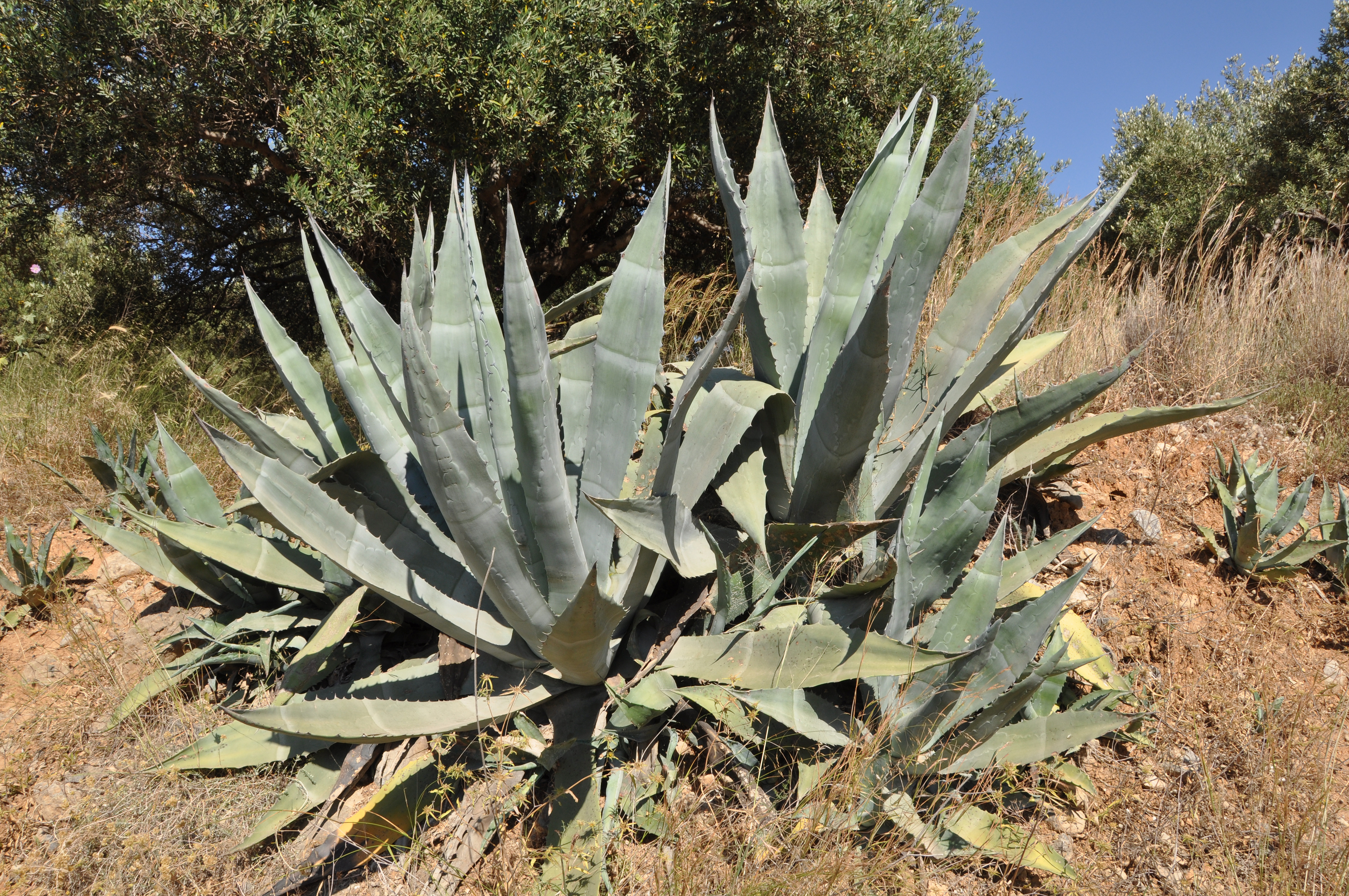
Agave

### Villes et urbanisme
Les plus importants villes de Tlaxcala sont Tlaxcala de Xicotencatl, Huamantla, Apizaco, Santa Ana, Calpulalpan.

## Liste des gouverneurs
- 1975-1981: Emilio Sánchez Piedras
- 1981-1987: Tulio Hernández Gómez
- 1987-1992: Beatriz Paredes Rangel
- 1993-1999: José Antonio Álvarez Lima
- 1999-2002: Alfonso Sánchez Anaya
- 2005-2011: Héctor Ortiz Ortiz
- 2011-2016 :  Mariano González Zarur
- depuis 2017 : Marco Antonio Mena Rodríguez